# 田辺明雄
田辺 明雄（たなべ あきお、1930年11月8日 - 2002年12月4日）は、演劇・文芸評論家。

## 人物・来歴
大阪府出身。大阪大学文学部仏文科卒、同大学院中退。文学者を目ざして小説や評論を書いたがものにならず、競艇場の管理人をして糊口をしのぐ。のち箕面市役所に勤務したが競艇場の管理はかわらなかった。1976年『真山青果』で毎日出版文化賞。関西文学賞特別賞受賞。劇作も行った。

## 著書
- 『証言赤穂事件 われわれにとって復讐とは』新人物往来社 1974
  - 『忠臣蔵 証言・赤穂事件』沖積舎 1999
- 『真山青果』北洋社 1976
- 『日本の歌謡曲』講談社 1981
- 『再説真山青果 青果と白鳥』関西書院 1988
- 『史談・仏独闘争史』関西書院 1993
- 『北条秀司 詩情の達人』編集工房ノア 大阪文学叢書 1994
- 『永遠の妻』関西書院 1996
- 『政治と復讐 元禄事件物語』東方出版 1998
- 『真山青果 大いなる魂』沖積舎 作家論叢書 1999
- 『ナポレオンと女達』沖積舎 2000
- 『戯曲イギリス政治史』沖積舎 2001
- Drama : English Political History translator, Eric Colon, Hideki Kubota.Japanese Spirit,2001
- 『日本藝談録』沖積舎 2005

## 論文
- <田辺明雄

## 関連書籍
- 杉本増生『師父と親しむ 文学者田辺明雄とともに』沖積舎 2015